# Giovanni Magnani

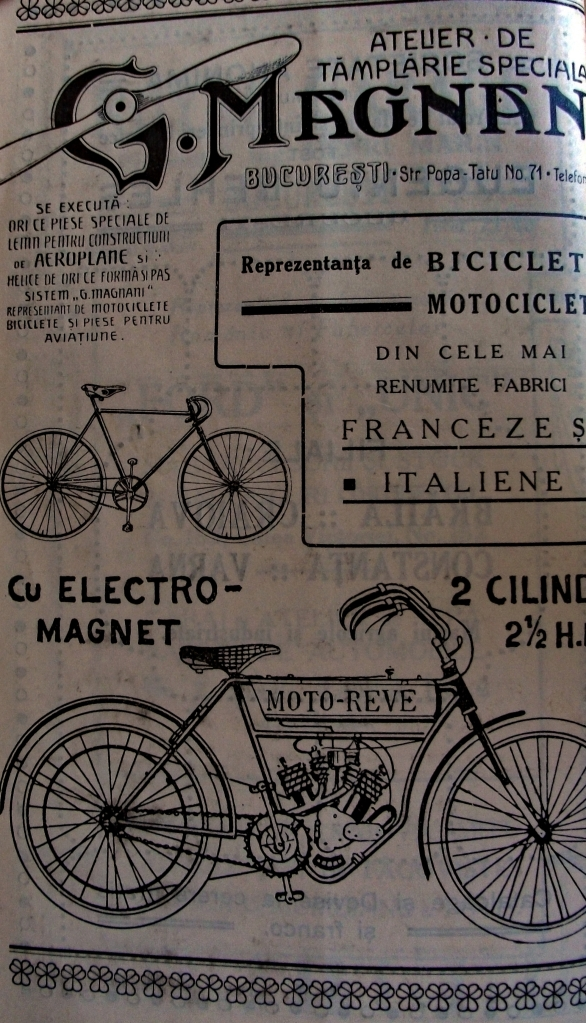
Werbeanzeige von Giovanni Magnani 1912

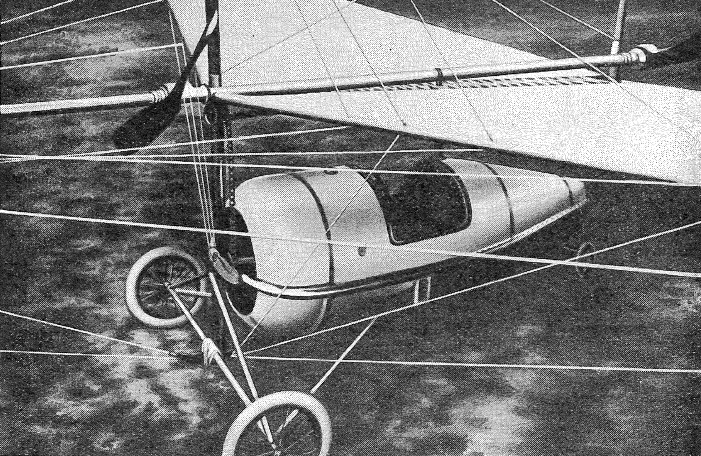
A Vlaicu III bei Magnani 1914 gebaut

Giovanni Magnani war ein rumänisch-italienischer Unternehmer, der in Bukarest zu Beginn des 20. Jahrhunderts Motorräder der Marke Moto Rêve in Rumänien zusammenbaute, vertrieb und Fahrräder herstellte. Magnani war auch ein bekannter Propellerhersteller für den Flugzeugbau in Rumänien.
1911 wurden die ersten Holzpropeller bekannt, die Magnani für die Vlaicu-Flugzeuge herstellte. Vor der Zusammenarbeit mit Aurel Vlaicu hatte  Giovanni Magnani bereits 1909 Versuche mit einem eigenen Schwingflügel-Fluggerät gemacht, das jedoch nie zum Einsatz kam.
Nach dem Tode von Aurel Vlaicu 1913 baute Giovanni Magnani das Modell A Vlaicu III zu Ende, das Aurel Vlaicu durch seine Absturz nicht mehr zu Ende bringen konnte. Die A Vlaicu III hatte im Mai 1914 ihren Erstflug. Der Pilot war Petre Macavei.